# Нямо кино
Нямо кино е определение за кинематографа в първите десетилетия от неговата история, преди изобретяването на синхронното записване на звук върху филмова лента.
Звук във филмите се появява едва във втората половина на 20-те години на XX век, когато в САЩ, Германия и СССР са създадени системи за възпроизвеждане на звук едновременно с картината.
В нямото кино е изработен неповторим стил на общуване със зрителите с помощта на мимика и жестове. Изразителността на движенията на някои актьори от нямото кино остават пример до днес. Кинопрожекциите в началото на ХХ век не са били напълно беззвучни – обикновено в киносалона е имало музикален съпровод на пиано. Необходимите пояснения за зрителите са се изобразявали с титри (надписи).

## Елементи и начало (1895 – 1936)
Най-ранният предшественик на киното, както го познаваме днес, е прожектирането на изображения с магически фенер, използващ стъклени лещи и постоянен източник на светлина (като силен фенер). Първоначално стъклените плаки, използвани за прожектиране, са рисувани ръчно, но след развитието на фотографията са заменени от фотоплаки.
Следващата значителна стъпка към създаването на киното е развитието на познания в областта на движението на изображенията. Симулациите на движение започват през 1828 г., само четири години след като Пол Роджет открива феномена, наречен „устойчивост на зрението“. Роджет доказва, че когато серия изображения са показани с висока скорост пред окото на зрителя, те се сливат в един образ, който изглежда като движение. Това е оптична илюзия, тъй като изображенията всъщност не се движат. Експериментът е разширен допълнително след като Роджет представя своя тауматроп. Уредът използва диск с изображение и го завърта със сравнително висока скорост.
Изобретяването на филмовата лента позволява създаването на истински кинофилми, вместо оптични илюзии. Етиен-Жул Марей е един от първите, експериментирали с филм. През 1882, Марей експериментира с хора и животни в движение и създава камера, способна на 12 снимки в секунда.
Трите фактора, необходими за създаването на движеща се картина, са „камера с висока скорост на затвора, филмова лента, способна да приема бързо множество експозиции, както и начин за прожектирането на кадрите върху екран.“ Първият прожектиран фото-филм е дело на Едуард Муйбридж между 1877 и 1880 г. Муйбридж нарежда няколко камери в редица на хиподрум и заснема различните етапи, през които преминава конят по време на галоп. Най-старият запазен филм (от жанра, наречен „изобразителен реализъм“) е създаден от Луи Ле Принс през 1888 г. Филмът е дълъг две секунди и показва хора, разхождащи се в градина. Създаването на кинетографа – фотографско устройство, заснемащо последователни изображения - от американския изобретател Томас Едисън, както и на неговия кинетоскоп - служещ за преглеждането на заснетите изображения-позволяват създаването на кратки филми. Едисън превръща в бизнес продажбата на кинетографи и кинетоскопи, което поставя основата за широкото производство на филми.
Тъй като Едисън не получава международен патент за филмовите си изобретения, подобни устройства се появяват и другаде по света. Във Франция, братя Люмиер създават кинематографа, който се оказва по-преносим и практичен от двете устройства на Едисън, защото комбинира камера, филмов процесор и прожектор в едно. Едно от предимствата на Кинематографа пред Кинетоскопа е, че позволява гледането на полученото изображение от няколко души едновременно.Работници напускат фабриката Люмиер в края на работното време, заснет през 1894 се смята за първия истински филм. Създаването на целулоидния филм, който е здрав и гъвкав, много улеснява създаването на филми (въпреки че целулоидът е лесно запалим и бързо се разпада). Филмът е 35 мм и използва четири отвора за зъбно колело, което става стандарт в индустрията. Това изобретение слага край на кинематографа, който има само един отвор за зъбно колело.

## Ера на нямото кино
Работата на Муйбридж, Марей и Ле Принс поставя началото на бъдещото развитие в областта на филмовите камери, прожектори и целулоидни филми, позволили развитието на киното, което познаваме днес. Американският изобретател Джордж Ийстмън, който първоначално произвежда фотографски плочи през 1878, бележи напредък в създаването на стабилен целулоиден филм през 1888 г.
Филмовото изкуство се разгръща напълно в „нямата ера“ (1894 – 1929). Пикът на нямата ера (от ранните 1910-те до късните 1920-те) е особено продуктивен период, изпълнен с артистични иновации. Филмовите движения в Класически Холивуд, Френския Импресионизъм, Немския експресионизъм и Съветския монтаж започват по това време. Пионерите на нямото кино са толкова значими, че буквално началото на всеки филмов стил и жанр може да бъде проследено до нямата ера. Ерата е от изключително значение и от техническа гледна точка. Три-точковото осветление, близките планове, дългите кадри и панорамното заснемане се превръщат в стандарт много преди немите филми да бъдат заменени от звуковите в късната част на 20-те. Някои учени твърдят, че артистичните качества на киното намаляват за няколко години през 30-те, докато филмовите режисьори, актьори и персонал се адаптират изцяло към звука.
Повечето неми филми са зле съхранявани, а добре запазените често са прожектирани с грешната скорост или страдат от цензура или липсащи кадри и сцени. Много от немите филми съществуват само като второ или трето поколение копия на вече повредени филми. Широко разпространен предразсъдък е липсата на цвят в нямото кино. В действителност немите филми използват много повече цвят, отколкото първите няколко поколения звукови филми. През ранната част на 20-те години, 80 процента от филмите могат да бъдат гледани с цвят (обикновено чрез „оцветяване“). Традиционният процес на оцветяване излиза от употреба след представянето на звуковите филми, тъй като боите, използвани в него, пречат на високата резолюция, нужна за заснемането на звукови филми. Иновативната технология за цветна обработка, представена през 30-те е скъпа и пълна с ограничения. Поради тази причина цветът не намира широко разпространение в киното през почти четири десетилетия.

## Значими филми на нямото кино
- Хлапето (The Kid) 1921
- Safety Last! (1923)
- The Freshman (1925)
- For Heaven's Sake (1926)
- Генерал (САЩ, 1926)
- Изгрев (САЩ, 1927)
- Метрополис (Германия, 1927)
- Светлините на града (САЩ, 1931)
- Треска за злато (САЩ, 1925)
- Страданията на Жана д'Арк (Франция, 1928)
- Циркът (The Circus) 1928
- Алчност (САЩ, 1924)
- Кабинетът на доктор Калигари (Германия, 1920)
- Кутията на Пандора (Германия, 1929)
- Броненосецът Потьомкин (СССР, 1925)
- Наполеон (Франция, 1927)
- Модерни времена (Modern Times) 1936

## Значими личности от епохата на нямото кино
- Чарли Чаплин
- Бъстър Китън
- Харолд Лойд
- Мери Пикфорд
- Дъглас Феърбанкс
- Лон Чейни
- Сергей Айзенщайн
- Луиз Брукс
- Фриц Ланг
- Фридрих Мурнау